# Condesa de Gimonde
Jacoba Cisneros de Puga, Condesa de Gimonde (Vedra, 7 de enero de 1813 - Santiago de Compostela, 9 de abril de 1860) fue una aristócrata española del siglo XIX que apoyó la causa carlista y actuó como mecenas de las artes y las letras en Santiago de Compostela en el segundo tercio del siglo.

## Biografía
Jacoba Cisneros de Puga nació el 7 de enero de 1813 en la parroquia de San Miguel de Sarandón, hoy del municipio de Vedra (La Coruña), donde está situado el Pazo de Gimonde. Fue hija del II Conde de Gimonde, Pedro Mª Cisneros de Castro y Ulloa y de Agustina de Puga y Araujo. Jacoba estuvo casada con José Mª Bermúdez Acevedo y aunque tuvo hijos ninguno le sobrevivió. Murió en Santiago de Compostela el 9 de abril de 1860 a los 47 años de edad.
La Condesa y su marido José María Bermúdez Acevedo, Señor de Ramiráns y Vilardefrancos así como Regidor Perpetuo de Ferrol, fueron fervorosos partidarios del carlismo gallego. En  1836 José María trató de organizar las milicias gallegas para proclamar a Carlos Isidro de Borbón, Rey de España. El marido de la Condesa fue el presidente de la Junta Superior que en 1836 constituyeron los Carlistas en La Coruña, al comienzo de la primera guerra carlista, para dirigir las milicias gallegas, y la propia Condesa financiaba la causa.  Según algunos autores la Condesa escondía armas en los colchones que enviaba a los milicianos carlistas y confeccionaba prendas para los facciosos, hasta el punto de que se dice que fue la inventora de la boina roja, que según la tradición procede de Galicia.

## Historia del Condado de Gimonde
El primer titular del Condado de Gimonde fue Juan Antonio Cisneros de Castro y de la Barrera (1725-1798), Regidor Perpetuo de la ciudad de Santiago y Señor del Coto de Gimonde, de la Torre de Couso, del Pazo de Anzobre y del Castillo de Mirón, entre otras propiedades. Recibió el título de Conde de Gimonde del Rey  Carlos III de España, con el Vizcondado previo de Soar, por Decreto dado en el Palacio Real de El Pardo el 14 de enero de 1766. Se casó con Manuela de Ulloa y Cadórniga y falleció el 20 de diciembre de 1798, a los 73 años.
El segundo titular fue su hijo Pedro Cisneros de Castro y Ulloa nacido en San Miguel de Sarandón (Vedra), el 2 de diciembre de 1770, que fue miembro de la Junta Suprema que se formó en La Coruña durante la Guerra de la Independencia Española, como Regidor de Santiago, y representó al Reino de Galicia en la Junta Suprema Central que se reunió en Aranjuez y Sevilla (23 de septiembre de 1808 a 30 de enero de 1810) para gobernar España durante el cautiverio de Fernando VII. Fue un importante mecenas que protegió al arquitecto Melchor de Prado y a su hermano el escultor Manuel de Prado, al pintor Plácido Fernández y a otros artistas gallegos de su época. Apoyó la Sociedad Económica de Amigos del País de Santiago, que había sido fundada en 1774 y creó en 1805 una Escuela gratuita de Dibujo, para promocionar la pintura gallega. Se casó con Dª Agustina de Puga y Araujo y falleció en Santiago el 12 de julio de 1824, a los 53 años de edad.
La hermana de Pedro,  María del Carmen Cisneros de Castro y Ulloa, estuvo casada con Pedro Martín Cermeño García de Paredes (1722-1791), también conocido como Pedro Martín-Paredes Cermeño, Ingeniero militar, Gobernador de Oran, Capitán General de Galicia y Presidente de su Real Audiencia (1778-1784), autor del proyecto de las Casas de Paredes, que configuró la fachada marítima de La Coruña. El matrimonio Cermeño tuvo un hijo, Jacobo Cermeño Cisneros, primo de la condesa de Gimonde, que murió sin descendencia antes que Dª Jacoba, a quien dejó heredera de todos sus bienes.
La tercera y última titular fue Jacoba de Cisneros de Puga que murió sin descendencia en 1860 a los 47 años de edad.  Vivió en Santiago en su Pazo de la calle del Preguntoiro y continuó la labor de su padre como mecenas, apoyando fervorosamente la causa carlista.

## La herencia de la Condesa

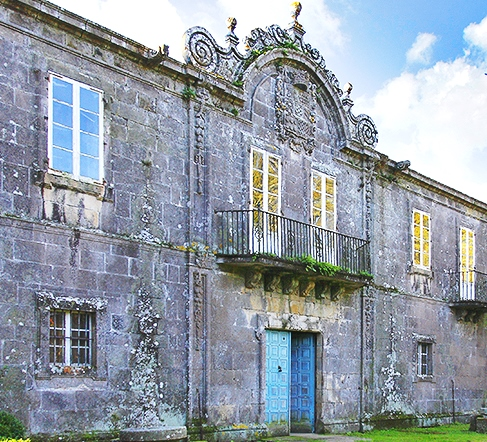
Portada del Pazo de los Condes de Gimonde, en Vedra (La Coruña).

Al fallecer la Condesa sin descendencia dejó como heredero universal a su primo segundo el Coronel  Manuel María Puga Feijoo. Este hecho tuvo gran influencia en las relaciones de poder en la Galicia de la época, dado el peso de la familia Cisneros en la política de la región. Los miembros de la rama principal de los Cisneros, que era la que ostentaba el título real de Condes de Gimonde, ejercieron por varias generaciones el cargo de Regidores Perpetuos de la ciudad de Santiago de Compostela. Pero esta rama familiar se extinguió con la Condesa, por lo que su heredero, Puga Feijoo, recibió junto con sus propiedades gran parte del poder político que los Condes ostentaban. Su hijo Luciano Puga Blanco fue alcalde de Santiago,  Diputado en tres ocasiones y senador en dos, apoyando al Partido Conservador de Antonio Cánovas del Castillo, durante la Restauración. La Condesa justifica esta institución de heredero en favor de un primo segundo diciendo expresamente en su testamento que "por otro especial favor de la Divina Providencia alcancé a conocer y tratar un pariente digno de toda mi intimidad, a pesar de las malas circunstancias de que me he visto rodeada, que es D. Manuel Maria Puga, Coronel Graduado Primer Comandante de Ynfanteria de reemplazo en la villa de Celanova y actualmente en mi compañia". Sin embargo en los bienes vinculados al título, como el propio Pazo de Gimonde en Vedra, respeta los derechos hereditarios de su primo hermano Manuel Puga Sarmiento.

## Pazos de los Condes de Gimonde

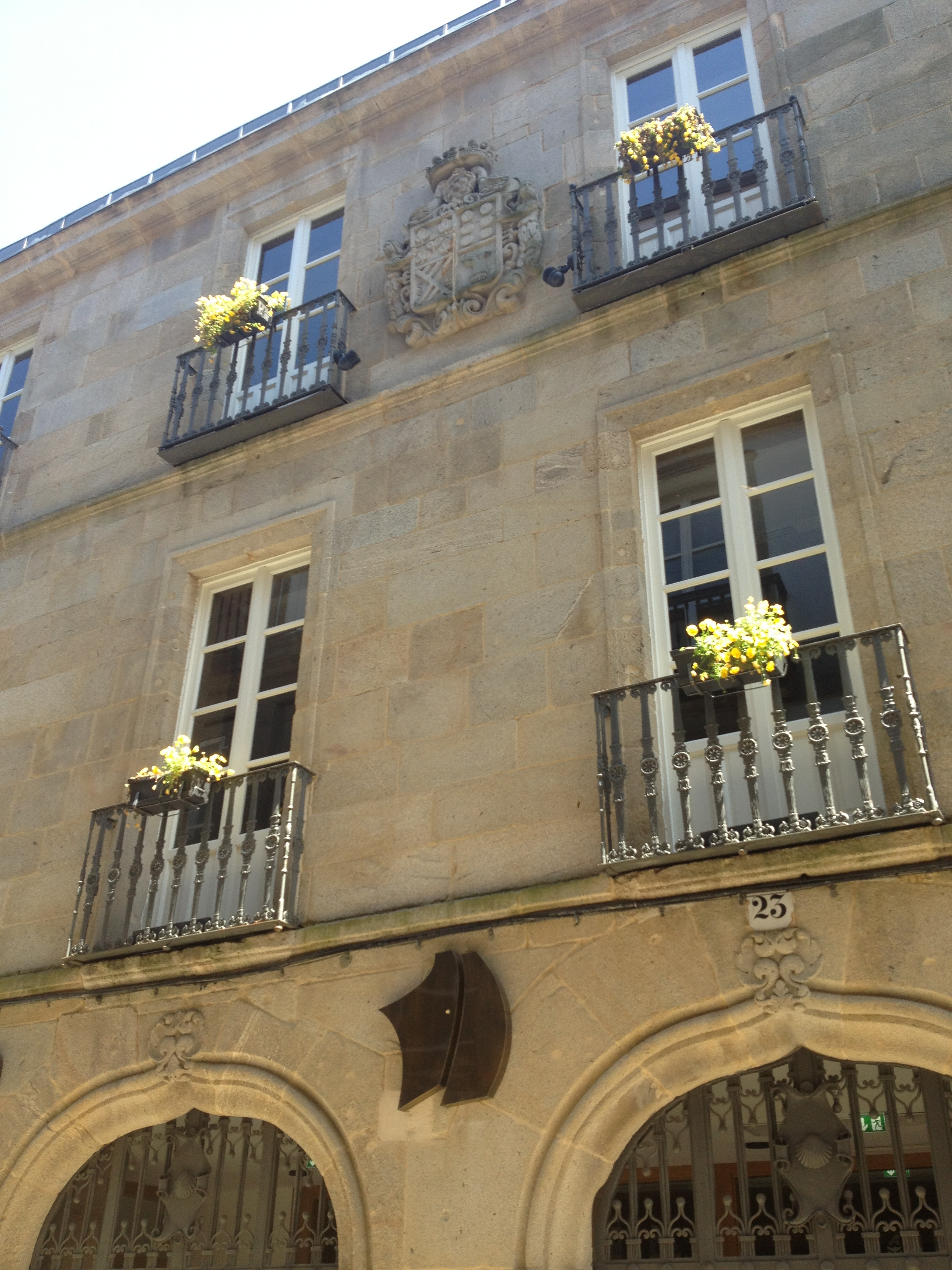
Pazo de los Condes de Gimonde en Santiago.

La Condesa de Gimonde era propietaria de numerosos Pazos y casas solariegas en diferentes poblaciones de Galicia debido a la concentración de patrimonios que se produjo a lo largo de varias generaciones en la familia Cisneros. Ello ha provocado cierta confusión, dado que en diversos lugares de Galicia se conocen distintos Pazos como residencia de los Condes de Gimonde.
Los más relevantes son: El palacio de los Condes de Gimonde, su lugar principal de residencia urbana, situado en la Rúa Preguntorio 23 de Santiago de Compostela, también conocido como Pazo de Ramirás (por el título del esposo de la Condesa), en cuya fachada se conserva el escudo nobiliario de los antiguos propietarios. En este Palacio residieron durante un siglo los dos Condes, Juan Antonio y Pedro Cisneros, y la Condesa Jacoba. Después del fallecimiento de la Condesa, en 1860, fue residencia de Perfecto Conde Fernández, catedrático de Histología de la Facultad de Medicina y esposo de Elisa Puga Blanco, hija del heredero de la Condesa, Manuel María Puga Feijoo. Hoy es sede del Auditorio de una entidad de crédito.
El Pazo de Gimonde en San Miguel de Sarandón, Ayuntamiento de Vedra, La Coruña, situado en un hermoso paraje junto al río Ulla, cuya jurisdicción incluía un coto salmonero. El Pazo es un edificio notable cuya planta original debe corresponder al último tercio del siglo XVI, pero fue objeto de una importante remodelación barroca en el siglo XVIII. En el patio, al que se accede por una escalinata, hay dos fuentes, una de ellas empotrada en el edificio. Destaca en la fachada el escudo con los blasones de los Cisneros. Fue en este pazo donde nació la condesa de Gimonde, y era la principal residencia campestre de los Condes.
El Pazo de Anzobre, en San Pedro de Armentón, Arteijo, La Coruña, de gran antigüedad, procedía de la familia Figueroa, y a la muerte de la Condesa fue residencia de su heredero Manuel Mª Puga Feijoo, y sus descendientes, Luciano Puga Blanco y Manuel María Puga Parga, Alcalde de La Coruña conocido como Picadillo.
El Pazo de Meréns, en la parroquia de San Cibrán de Meréns, Ayuntamiento de Cortegada, partido judicial de Celanova y provincia de Orense. En Meréns está la casa de los Condes de Gimonde también llamada “Casa Grande”, con un escudo de piedra muy notable. En realidad era la casa solariega de Dª Agustina de Puga y Araujo, Señora de Meréns, la esposa del II Conde Pedro de Cisneros.
La Torre de Couso, también llamada Casa Grande de Maindo, en la parroquia de Santa María de Couso, La Estrada (Pontevedra). Está cerca del Pazo de Gimonde, a orillas del río Ulla y con jurisdicción sobre el coto salmonero de Couso, pero en la orilla pontevedresa. Después de la muerte de la Condesa fue residencia de Gumersinda Puga Blanco, otra de las hijas de Manuel Puga Feijoo, casada con otro Catedrático de la Universidad de Santiago, Jesús Nóvoa López.
El Pazo del Conde de Gimonde en  Cuntis (Pontevedra). Es un edificio barroco de planta rectangular del siglo XVIII con dos blasones en su fachada principal. Era la residencia del II Conde, Pedro de Cisneros, cuando acudía al Balneario de Cuntis, por sus dolencias, balneario que contribuyó a mejorar y modernizar. Hoy se utiliza como Sala de Exposiciones y Biblioteca.

## Distinción entre los titulares del Condado

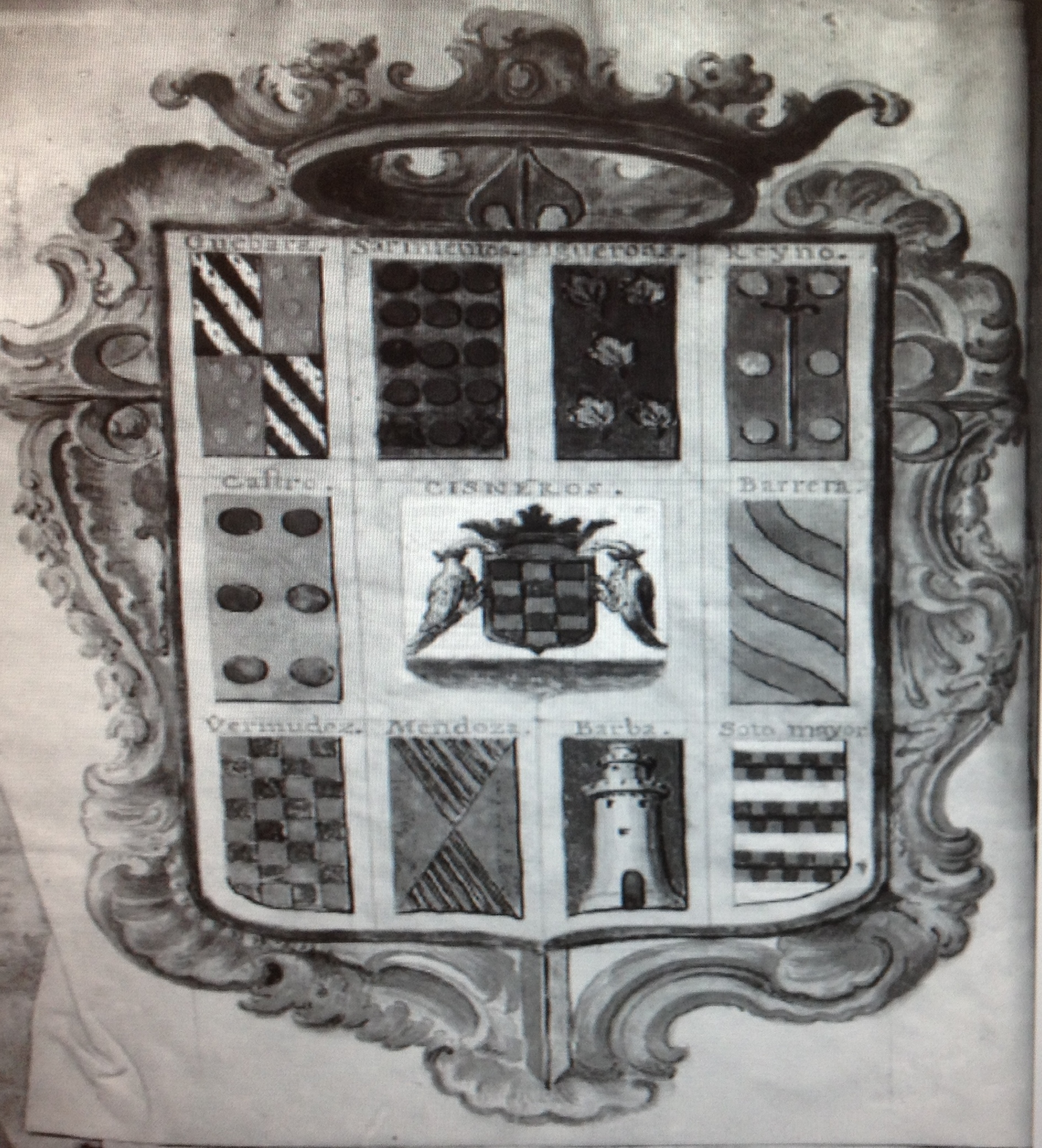
Escudo de los Condes de Gimonde. Foto de un grabado antiguo.

Ordinariamente cuando las fuentes historiográficas gallegas citan al Conde de Gimonde lo hacen en sentido positivo y se refieren al II Conde, Pedro Cisneros de Castro y Ulloa. Él fue el intelectual ilustrado que apoyó la Sociedad Económica de Amigos del País de Santiago,  creó una Escuela de Dibujo, pensionó a pintores como Plácido Antonio Fernández de Arosa y su hermano para que se formasen en la  Real Academia de Bellas Artes de San Fernando, protegió al arquitecto Melchor de Prado, al escultor Manuel de Prado y a otros artistas gallegos de su época. Él fue quien creó y financió una Fundación Hospitalaria en Cuntis y reconstruyó los Baños, para que pudiesen beneficiarse de sus propiedades medicinales quienes careciesen de medios suficientes. Fue asimismo el segundo Conde, Pedro, quien reconstruyó a su costa la iglesia de Cuntis, que había sido quemada por los franceses durante la guerra de la independencia como represalia por el ataque de los vecinos a las tropas francesas cuando avanzaban hacia La Estrada desde Santiago.
Asimismo, fue Pedro Cisneros de Castro y Ulloa el hombre patriota y responsable que organizó en Galicia la resistencia contra las tropas francesas durante la guerra de la independencia. El que se integró en la Junta Suprema que se formó en junio de 1808 en La Coruña y participó en la reorganización del ejército para la insurrección contra los franceses y la toma de Vigo. También fue Pedro el político moderado elegido por las Juntas Supremas de Galicia, Castilla y León  reunidas en Lugo  para representar al Reino de Galicia, junto con Manuel Avalle,  en la Junta Suprema Central de 34 miembros que se constituyó formalmente en Aranjuez el 23 de septiembre de 1808, presidida por Floridablanca,  para gobernar España durante el cautiverio de Fernando VII. Él formó parte, con Jovellanos y Valdés entre otros, de la comisión de la Junta Central que se encargó de preparar el Reglamento de las Cortes de Cádiz y firmó en la Isla de León el Decreto de la Junta Suprema Central de 29 de enero de 1810 que convocó las Cortes, así como el que al día siguiente nombró una Nueva Junta de Regencia, presidida por el Obispo de Orense, a la que le trasladó el poder para que preparase y organizase las Cortes.
Por ello llaman la atención otras citas históricas del Conde de Gimonde que no cuadran con esta personalidad de intelectual ilustrado y que en realidad no se refieren a D. Pedro. Así cuando en 1774 se crea en Santiago la Sociedad Económica de Amigos del País, se dice que el Ayuntamiento de Santiago, entonces presidido por el Conde de Gimonde, le plantea dificultades e inconvenientes y le impide reunirse en la sede consistorial. Pero no se trata en este caso del segundo Conde, D. Pedro, que solo tenía cuatro años en 1774, sino de su padre, Juan Antonio Cisneros de Castro y de la Barrera, primer titular del Condado y de talante más conservador.
Cuando los estudios sobre el Carlismo gallego citan el apoyo de los Condes de Gimonde a las partidas carlistas tampoco se están refiriendo al II Conde, Pedro Cisneros de Castro y Ulloa, que falleció en 1824, antes del comienzo de las guerras carlistas, y cuyo perfil ilustrado no parece situarlo en este campo. Se refieren a su hija, Dª Jacoba Cisneros de Puga (1813-1860), III Condesa de Gimonde, y a su yerno José María Bermúdez Acevedo, Conde consorte, que en  1836  fue propuesto como Presidente de la Junta Superior Gubernativa que querían constituir los Carlistas para dirigir las milicias gallegas, y que según algunas fuentes fue juzgado y encarcelado por ello. La Junta fue finalmente presidida por el clérigo Juan Martínez Villaverde, conocido como el Arcediano de Melide, pero la coordinación militar de las partidas la dirigía el Conde. Por ello puede decirse que los III Condes de Gimonde fueron, con el Marqués de Santa Cruz, el III Conde de Campomanes y el Arzobispo de Santiago,  Rafael Vélez, los principales apoyos nobiliarios de la causa carlista en Galicia. Cuando el General Carlista Miguel Gómez Damas, Jefe del Estado Mayor de Zumalacárregui,  llegó a ocupar Santiago, durante su famosa expedición de 1836, se encontró con una buena acogida de los Condes y sus apoyos políticos, aunque la ocupación de Santiago por los Carlistas solamente consiguió mantenerse durante un día.
También fue José María Bermúdez Acevedo, el Conde consorte esposo de Jacoba, quien se presentó a las elecciones a Cortes de febrero de 1853, y resultó elegido por el distrito de Allariz (Orense), pero no llegó a tomar posesión de su cargo, porque no se aprobó el Dictamen de la Comisión de las Cortes que revisaba la regularidad de los comicios al ser protestada el Acta por coacción atribuida a las autoridades de la zona. Este tercer Conde, que tanto se destacó durante la primera guerra carlista, falleció dos años después de estas elecciones, en 1855, cinco años antes que la Condesa.